# Roman Majkin
Roman Majkin (Russisch: Роман Майкин; Leningrad, 14 augustus 1990) is een Russisch wielrenner die anno 2025 rijdt voor Chengdu DYC Cycling Team.

## Carrière
In 2013 werd Majkin tijdens de Russische kampioenschappen betrapt op het verboden middel fenoterol. Omdat deze stof vanwege een fout van de ploegdokter in zijn lichaam terecht was gekomen werd Majkin door de Russische bond voor slechts zes maanden geschorst.

## Overwinningen
2014
2e etappe Grote Prijs van Sotsji
Puntenklassement Grote Prijs van Sotsji
2015
3e etappe Ronde van Koeban
Puntenklassement Ronde van Koeban
2016
2e etappe Ronde van Estland
2e etappe Ronde van de Limousin
2020
1e etappe Ronde van Servië
2024
2e etappe Ronde van Huangshan
Eind- en puntenklassement Ronde van Huangshan

## Resultaten in voornaamste wedstrijden
| Jaar | Milaan-San Remo |  | WK op de weg |
| ---- | --------------- |  | ------------ |
| 2014 |                 |  | opgave       |
| 2015 |                 |  |              |
| 2016 |                 |  | opgave       |
| 2017 | 193e            |  |              |

## Ploegen
- 2010 –  Itera-Katjoesja
- 2012 –  RusVelo (stagiair vanaf 1-8)
- 2013 –  RusVelo
- 2014 –  RusVelo
- 2015 –  RusVelo
- 2016 –  Gazprom-RusVelo
- 2017 –  Gazprom-RusVelo
- 2018 –  Gazprom-RusVelo
- 2019 –  Minsk Cycling Club
- 2020 –  Cambodia Cycling Academy
- 2024 –  Chengdu Cycling Team
- 2025 –  Chengdu DYC Cycling Team

Bojev · Firsanov · Klimov · Jersjov · Kotsjetkov · I. Kovaljov · J. Kovaljov · Krasnov · Majkin · Manakov · Mironov · Ovetsjkin · Pomosjnikov · Rybakov · Savitski · Serov · Solomennikov · Tatarinov · Zakarin
Balykin · Bojev · Firsanov · Jersjov · Klimov · Krasnov · Kritski · Lagoetin · Majkin · Ovetsjkin · Pomosjnikov · Pozdnjakov · Serov · Solomennikov · Tatarinov · Zakarin
Arslanov · Balykin · Bojev · Firsanov · Foliforov · Ignatenko · Jersjov · Jevtoesjenko · Koerbatov · Koestadintsjev · Komin · Majkin · Nikolajev · Nytsj · Ovetsjkin · Pozdnijakov · Rybakov · Savitski · Serov · Solomennikov · Stasj
Arslanov · Bojev · Firsanov · Foliforov · Jersjov · Jevtoesjenko · Koerbatov · Koestadintsjev · Kolobnev · Majkin · Manakov · Nikolajev · Nytsj · Ovetsjkin · Rybalkin · Savitski · Serov · Sjaloenov · Solomennikov · Stasj · Svesjnikov · Zakarin
Arslanov · Bojev · Broett · Firsanov · Foliforov · Jersjov · Kozontsjoek · Lagoetin · Majkin · Nikolajev · Nytsj · Ovetsjkin · Porsev · Rovny · Rybalkin · Savitski · Sjaloenov · Solomennikov · Svesjnikov · Troesov · Vorobjov · Zakarin · Kobernjak (stagiair) · Koerjanov (stagiair) · Tsjerkasov (stagiair)
Arslanov · Bojev · Firsanov · Foliforov · Kobernjak · Koerjanov · Kozontsjoek · Lagoetin · Majkin · Nytsj · Porsev · Rovny · Rybalkin · Sjaloenov · Sjilov · Troesov · Tsjerkasov · Vlasov · Koelikov (stagiair) · Koelikovski (stagiair) · Nekrasov (stagiair)